# Viaria
La lex Viaria va ser una antiga llei romana de les anomenades Agrariae proposada l'any 60 aC quan eren cònsols Gai Claudi Marcel Menor i Luci Emili Paule pel tribú de la plebs Gai Asini Pol·lió, un partidari de Juli Cèsar. Determinava la construcció de camins, dels que el mateix tribú s'ocuparia durant cinc anys, finançats per un tribut (Vectigàlia) sobre els cavalls i els carruatges que transitessin pels mateixos camins. També l'anomenaven llei Vinaria perquè va afectar moltes zones de vinya de Campània i altres llocs d'Itàlia.